# Faton Toski
Faton Toski (nacido el 17 de febrero de 1987 en Gnjilane, Kosovo, RFS Yugoslavia) es un futbolista kosovar naturalizado alemán que juega como centrocampista.

## Internacional
Toski disputó 5 partidos con la selección juvenil alemana entre 2005 y 2006, en los que anotó un gol. En 2014 debutó con la selección de fútbol de Kosovo.

## Clubes
| Club                | País     | Año       |
| ------------------- | -------- | --------- |
| Eintracht Frankfurt | Alemania | 2006-2010 |
| VfL Bochum          | Alemania | 2010-2013 |
| FSV Frankfurt       | Alemania | 2014-2015 |
| KF Laci             | Albania  | 2016-2017 |
| Perak FA            | Malasia  | 2017      |